# Mühlethurnen

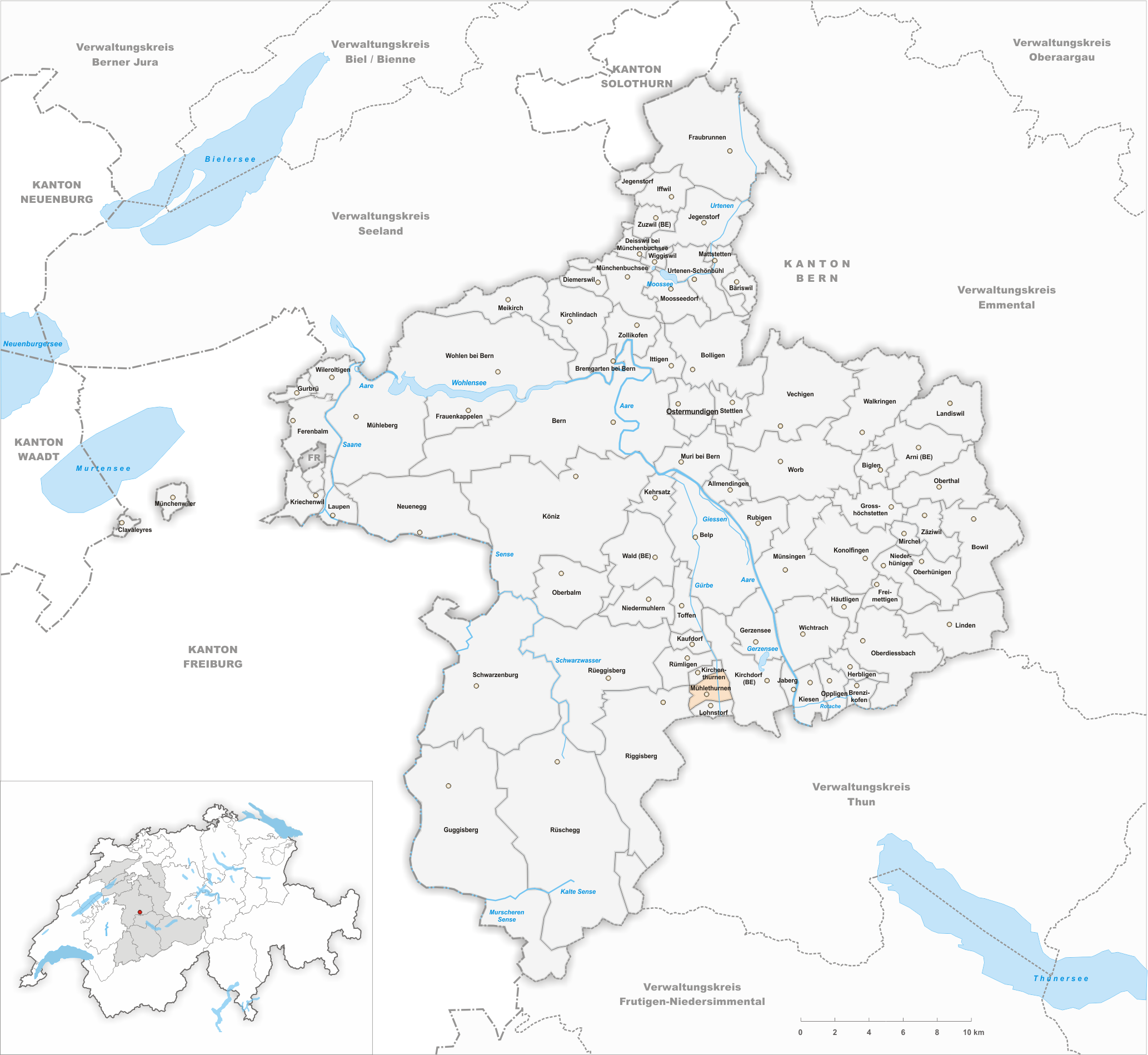
Gemeindestand vor der Fusion am 1. Januar 2020

Mühlethurnen ist eine Ortschaft in der politischen Gemeinde Thurnen im Verwaltungskreis Bern-Mittelland des Kantons Bern in der Schweiz. Bis zum 31. Dezember 2019 war Mühlethurnen eine eigene politische Gemeinde. Am 1. Januar 2020 fusionierte diese mit den Gemeinden Lohnstorf und Kirchenthurnen zur neuen Gemeinde Thurnen.

## Geographie

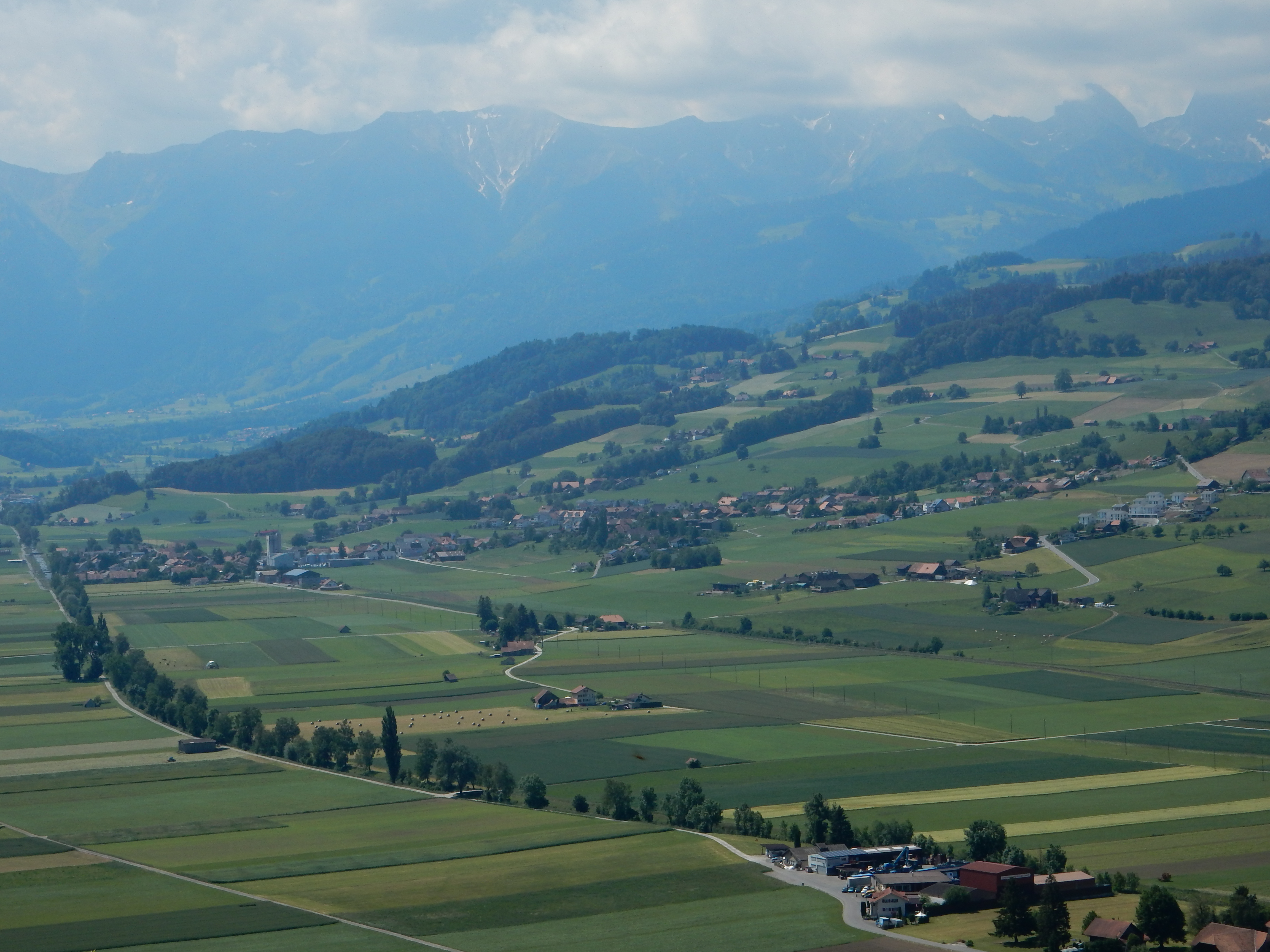
Mühlethurnen vom Belpberg aus gesehen

Mühlethurnen liegt auf 573 m ü. M., 12 km nordwestlich der Stadt Thun (Luftlinie). Das Dorf erstreckt sich am unteren Osthang des Längenberges unterhalb von Riggisberg, beidseits des Mülibachs, der hier im Lauf der Zeit einen Schwemmkegel am Hangfuss angelegt hat, leicht erhöht rund 30 m über der Talebene der Gürbe.
Die Fläche des 2,9 km² grossen Gebiets der ehemaligen Gemeinde umfasst einen Abschnitt des mittleren Gürbetals. Der östliche Teil liegt in der landwirtschaftlich intensiv genutzten Ebene des Gürbetals (545 m ü. M.), welche hier fast 2 km breit ist. Die östliche Abgrenzung verläuft ziemlich genau in der Mitte der Talebene. Von hier erstreckt sich Mühlethurnen westwärts über die kanalisierte und begradigte Gürbe und den relativ sanft ansteigenden Hang des Längenbergs bis auf die Höhe der Äusseren Egg, auf der mit 770 m ü. M. der höchste Punkt der Ortschaft erreicht wird. Der Hang von Mühlethurnen wird durch das Erosionstälchen des Mülibachs untergliedert. Von der Gemeindefläche entfielen 1997 18 % auf Siedlungen, 7 % auf Wald und Gehölze und 74 % auf Landwirtschaft; etwas weniger als 1 % war unproduktives Land.
Mühlethurnen besteht aus einem oberen Dorfkern (573 m ü. M.) und einem Bahnhofquartier (549 m ü. M.), einigen Neubauquartieren sowie Hofgruppen und Einzelhöfen. Nördlich und südlich angrenzend sind die Ortschaften Kirchenthurnen und Lohnstorf. Nachbargemeinde im Osten ist Kirchdorf (BE), im Westen Riggisberg.

## Bevölkerung
Mit 1426 Einwohnern (Stand 31. Dezember 2019) gehörte Mühlethurnen zu den kleineren Gemeinden des Kantons Bern. Von den Bewohnern waren im Jahr 2000 96,7 % deutschsprachig, 0,8 % französischsprachig, und 0,3 % sprachen Englisch. Die Bevölkerungszahl von Mühlethurnen belief sich 1850 auf 642 Einwohner, 1900 auf 648 Einwohner. Im Verlauf des 20. Jahrhunderts pendelte sie stets im Bereich zwischen 600 und 700 Personen. Seit 1970 (737 Einwohner) wurde eine deutliche Bevölkerungszunahme verzeichnet.

## Politik
Die Stimmenanteile der Parteien anlässlich der Nationalratswahlen 2015 betrugen: SVP 31,3 %, SP 18,1 %, BDP 13,7 %, GPS 12,6 %, FDP 8,0 %, glp 7,4 %, EVP 3,7 %, EDU 2,2 %, CVP 1,3 %, Piraten 1,0 %.
1977 führte die damalige Gemeinde Mühlethurnen das Proporzwahlrecht ein und vergrösserte den Gemeinderat von fünf auf sieben Personen. Der ab 1. Januar 1978 amtierende Gemeinderat setzte sich zusammen aus drei Mitgliedern der SVP, zwei der SP und je einem der FDP und der örtlichen Gruppierung «Parteilose Wähler» (PW). Bei den Wahlen 1989 verloren SVP und SP je einen Sitz an FDP und PW, gewannen diesen aber vier Jahre später wieder zurück. 1997 konnte die SP ihre Sitzzahl zu Lasten der SVP auf drei erhöhen. 2001 ging dieser Sitz an die PW. Die politischen Aktivitäten der SP wurden vom «forum 3127» übernommen, dieses schloss sich 2009 schliesslich der Grünen Partei an. Bei den Wahlen 2013 ergab sich wieder das Kräfteverhältnis wie bei Einführung des Proporzwahlrechts. Der Gemeinderat setzte sich zusammen aus drei Mitgliedern der SVP, zwei der Grünen und je einem der FDP und der örtlichen Gruppierung «Parteilose Wähler». Ab dem 1. Januar 2020 wurde der Rat mit den vormaligen Gemeindepräsidentinnen von Lohnstorf und Kirchenthurnen auf 9 Mitglieder erweitert, um in einer Übergangsphase nach der Fusion die Geschäfte bis Ende 2021 zu führen, nun als Gemeinderat Thurnen.

## Wirtschaft
Mühlethurnen war bis in die zweite Hälfte des 20. Jahrhunderts ein vorwiegend durch die Landwirtschaft geprägtes Dorf. Schon früh wurde die Wasserkraft des Mülibachs für den Betrieb mehrerer Mühlen genutzt. Noch heute haben der Ackerbau und der Gemüsebau (insbesondere Kohlpflanzungen) im Gürbetal sowie die Milchwirtschaft und die Viehzucht an den Hanglagen einen gewissen Stellenwert in der Erwerbsstruktur der Bevölkerung.
Zahlreiche weitere Arbeitsplätze sind im lokalen Kleingewerbe und im Dienstleistungssektor vorhanden. In Mühlethurnen sind heute Betriebe des Baugewerbes, der Elektrobranche und des Gartenbaus vertreten, es gibt mechanische Werkstätten, eine Sauerkrautfabrik und Schreinereien. Produktion, Handel und Vertrieb der Sauerkrautfabrik wurden inzwischen von der Berner Sauerkraut AG übernommen, welche zur Schöni Finefood AG in Oberbipp gehört, es folgte ein Stellenabbau in Mühlethurnen. Die 1917 gegründete Sauerkrautfabrik Thurnen wurde in Sauerkrautfabrik Thurnen Genossenschaft umbenannt. Die 1899 gegründete Landwirtschaftliche Genossenschaft Mühlethurnen und Umgebung wurde 2010 liquidiert. Die Geschäfte wurden von der Landi Thun Genossenschaft übernommen. In den letzten Jahrzehnten hat sich das Dorf dank seiner attraktiven Lage zu einer Wohngemeinde entwickelt. Viele Erwerbstätige sind deshalb Wegpendler, die hauptsächlich in der Agglomeration Bern oder im Raum Thun arbeiten.

## Verkehr
Mühlethurnen ist verkehrstechnisch recht gut erschlossen. Es liegt an der Hauptstrasse von Bern durch das Gürbetal nach Thun, nahe der Abzweigung der Strasse via Riggisberg ins Schwarzenburgerland. Am 14. August 1901 wurde der Abschnitt Bern Weissenbühl–Burgistein der Gürbetalbahn von Bern nach Thun eröffnet; der Bahnhof heisst Thurnen. Für die Feinverteilung im öffentlichen Verkehr sorgt der Postautokurs, welcher die Strecke vom Bahnhof Thurnen nach Riggisberg bedient.

## Geschichte
Die erste urkundliche Erwähnung des Ortes erfolgte 1343 unter dem Namen Muliturnden. Später erschienen die Bezeichnungen Mülitornden (1389), Mülythurnen (1479), Thurnen (1531) und Mülithurnen (1532). Die Etymologie des Ortsnamens Thurnen ist nicht geklärt, eventuell stammt das Wort aus dem Keltischen. Zur Unterscheidung von Kirchenthurnen wurde meist der Zusatz Mühle- verwendet.
Im Mittelalter gehörte Mühlethurnen zum Gebiet der Herren von Blankenburg, wurde aber 1360 an das Kloster Interlaken verkauft. Die Oberhoheit über Mühlethurnen gelangte 1388 an Bern. Seither war das Dorf dem Landgericht Seftigen unterstellt. Nach der Reformation kam 1528 auch die direkte Herrschaft vom Kloster an die Stadt Bern, welche Mühlethurnen dem Gericht Thurnen zuteilte. Ab dem 18. Jahrhundert bestand in Mühlethurnen ein Vennergericht.
Nach dem Zusammenbruch des Ancien Régime (1798) gehörte Mühlethurnen während der Helvetik zum Distrikt Seftigen und ab 1803 zum Oberamt Seftigen, das mit der neuen Kantonsverfassung von 1831 den Status eines Amtsbezirks erhielt. Grosse Armut bewog um die Mitte des 19. Jahrhunderts zahlreiche Dorfbewohner zur Auswanderung nach Australien, Nord- und Südamerika. Ab 1855 wurde die Gürbe in mehreren Etappen korrigiert und das vorher alljährlich von Überschwemmungen heimgesuchte Tal weitgehend entwässert. Damit wurde im Lauf der Zeit viel Kulturland gewonnen. Im ursprünglichen Moorboden kommt es aber durch die intensive Nutzung über die Jahre zu sogenannten Torfsackungen, welche die Fruchtbarkeit des Bodens gefährden können. Mit Bodenverbesserungen wird versucht, dem entgegenzuwirken.

## Sehenswürdigkeiten

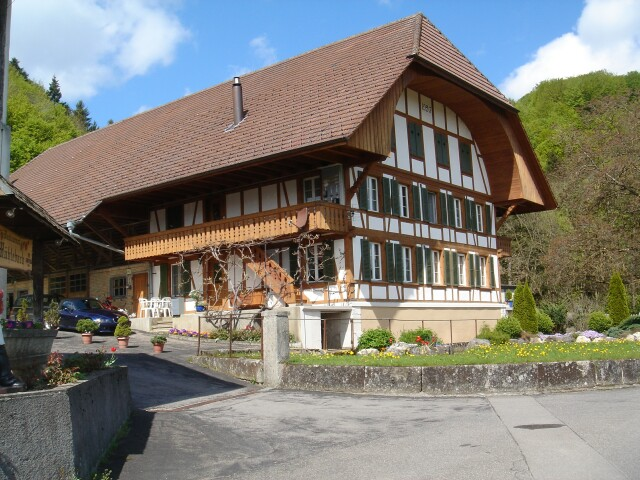
Berner Haus im Mülibach oberhalb des Dorfes

Im alten Ortskern und an einigen weiteren Stellen sind verschiedene charakteristische Bauernhäuser im Berner Stil aus dem 18. und 19. Jahrhundert erhalten. Mühlethurnen besitzt keine eigene Kirche, es gehört zur reformierten Pfarrei Kirchenthurnen und zur katholischen Pfarrei Thun.

## Kultur
In Mühlethurnen gibt es ein grosses Angebot an Sport- und anderen Vereinen inklusive eines Jodlerclubs und einer Musikgesellschaft.
Seit dem Januar 1994 gibt es ausserdem die Kulturgenossenschaft Alti Moschti Mühlethurnen, deren Konzerte und Kabarettvorführungen Besucher aus einem weiteren Umkreis anziehen und oft ausgebucht sind.

## Partnerschaften
Mühlethurnen pflegt eine Partnerschaft mit der tschechischen Stadt Borovany. Die Musikgesellschaft Mühlethurnen ist seit 1977 mit dem Musikverein der bayrischen Gemeinde Reichling befreundet.